# Uovo di Pietro il Grande
L'Uovo di Pietro il Grande è una delle uova imperiali Fabergé, un uovo di Pasqua gioiello che l'ultimo Zar di Russia, Nicola II donò a sua moglie, la Zarina Aleksandra.
Fu fabbricato nel 1903 a San Pietroburgo nel laboratorio di Michael Perkhin per conto del gioielliere russo Peter Carl Fabergé della Fabergè. Le miniature furono dipinte da B. Byalz.

## Proprietari
Per questo uovo Fabergè emise una fattura di 9.760 rubli.
Nel 1930 l'Antikvariat di Mosca vendette l'uovo ad uno sconosciuto acquirente americano. per 4.000 rubli,
In seguito Alexander Schaffer di A la Vieille Russie di New York lo acquistò pagando un dazio all'importazione di circa 1.000-1.500 dollari alla dogana dove era rimasto, non reclamato, dal 1933.
Nel 1944 fu acquistato da Lillian Pratt di Fredericksburg, Virginia (1876–1947) e nel 1947 lasciato in eredità al Virginia Museum of Fine Arts a Richmond, dove resta in mostra permanente nella European Decorative Art Collection.

## Descrizione
L'Uovo di Pietro il Grande celebra il duecentesimo anniversario della fondazione di San Pietroburgo nel 1703.
È fatto di oro rosso, verde e giallo, platino, diamanti taglio rosetta, rubini, zaffiri, smalto, cristallo di rocca e miniature ad acquerello su avorio.
L'uovo misura 10,80 per 7,94 (diametro) centimetri, 
è decorato in stile rococò, con volute disegnate da diamanti.
Il corpo dell'uovo è coperto di foglie di alloro, rose e giunchi cesellati in oro verde a 14 carati, a simboleggiare la fonte delle "acqua di vita"; le infiorescenze sono realizzate con rubini quadrati. 
Sulla parte superiore vi è una corona smaltata che circonda il monogramma di Nicola II.
La parte inferiore dell'uovo è decorato con l'aquila imperiale a due teste, in smalto nero e coronata con due diamanti.
Il guscio presenta quattro miniature ad acquerello, coperte da cristallo di rocca, che rappresentano il "prima" e "dopo" di San Pietroburgo nel 1703 e 1903.
Sulla parte anteriore è raffigurato il Palazzo d'Inverno, la residenza ufficiale di Nicola II, com'era nel 1903, due secoli dopo la fondazione di San Pietroburgo.
Opposta a questo, sulla parte posteriore dell'uovo, a rappresentare la fondazione di San Pietroburgo sulle rive del fiume Neva, è dipinta la casetta di tronchi costruita, secondo la tradizione, da Pietro il Grande in persona.
Ai lati dell'uovo vi sono i ritratti di Pietro il Grande nel 1703 e Nicola II nel 1903.
Le date 1703 e 1903, in diamanti, appaiono su entrambi i lati del coperchio sopra i dipinti della capanna e del Palazzo d'Inverno, rispettivamente.
Al di sopra e al di sotto delle miniature l'uovo è circondato da nastri drappeggiati in smalto bianco opaco, con iscrizioni nere in caratteri cirillici che recitano:
- "L'imperatore Pietro il Grande, nato nel 1672, fondò San Pietroburgo nel 1703";
- "La prima piccola casa dell'imperatore Pietro il Grande nel 1703";
- "L'imperatore Nicola II, nato nel 1868 salì al trono nel 1894"
- "Il Palazzo d'Inverno di Sua Maestà Imperiale ne 1903."[3][1]

### Sorpresa

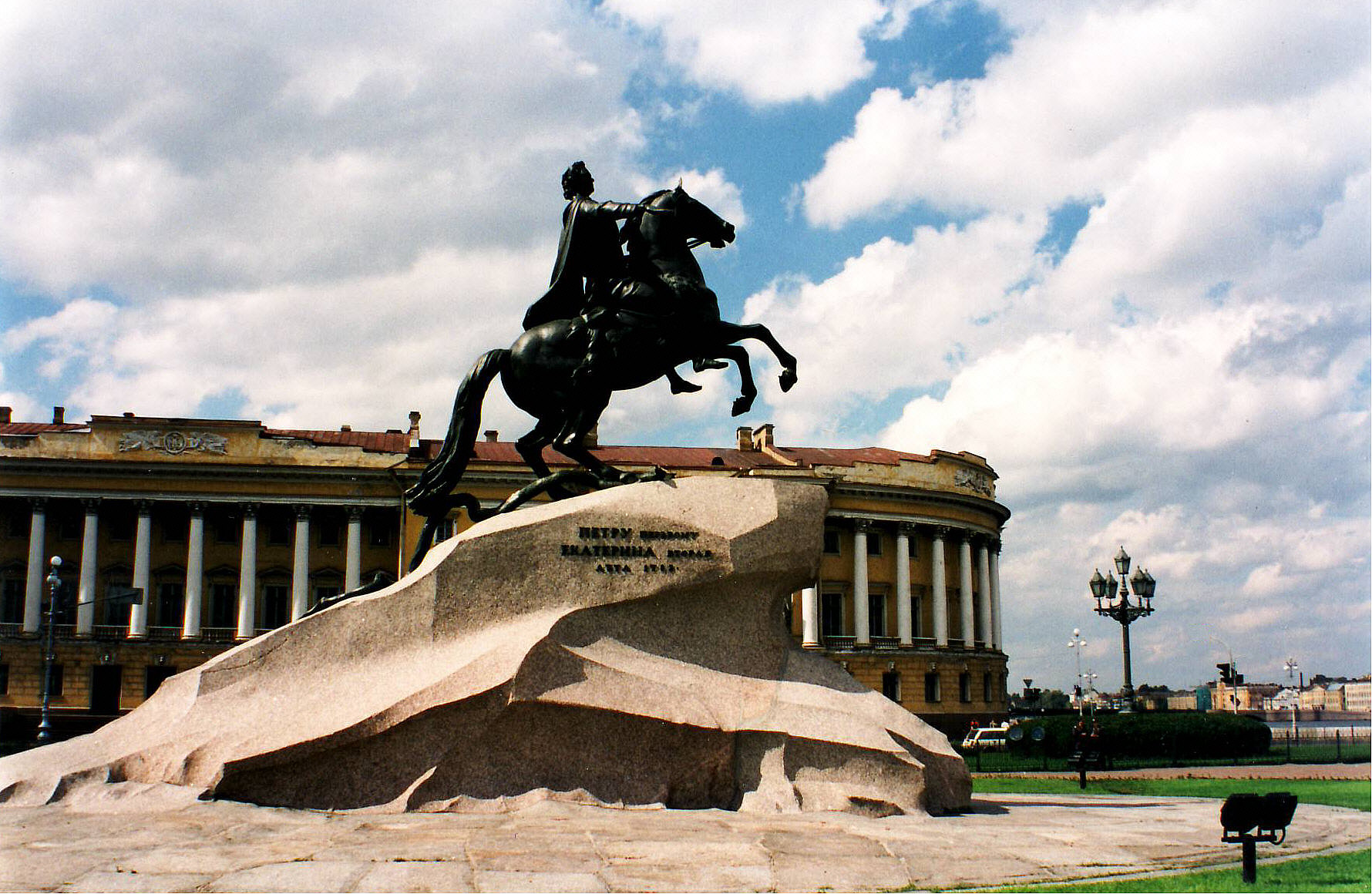
Il cavaliere di bronzo.

Quando il coperchio dell'uovo viene sollevato la sorpresa appare dinanzi ad uno sfondo solare di smalto traslucido giallo: un meccanismo all'interno solleva un modello in miniatura in bronzo del monumento a Pietro il Grande sulla Neva, che poggia su una base di zaffiro, è circondato da una ringhiera d'oro cesellato, a sua volta circondata da catene appese a supporti piantati su un pavimento d'oro cesellato.
Il modello, rimovibile è alto 39 millimetri ed è opera di Gerogii Malychevin.
La sorpresa è un riferimento ad una leggenda del XIX secolo secondo la quale nessun nemico conquisterà San Pietroburgo fino a quando "il cavaliere di bronzo" resterà in mezzo alla città.